# Néstor Breitenbruch
Néstor Breitenbruch (Posadas, Misiones, Argentina, 28 de febrero de 1995) es un futbolista argentino que juega de defensa en Aldosivi de la Primera División de Argentina.

## Trayectoria

### Inicios, Inferiores del rojo y paso a Quilmes
Se inició en las inferiores del Club Atlético Iguazú de Leandro N Alem, Misiones, y pasó después a jugar en el C. A. IndependienteNestor realizó las inferiores en el "rojo" en la temporada 2015/16, en esa temporada pasaría a Quilmes.

### Paso por la liga mexicana y préstamos
Luego de su paso en Argentina, se iría a jugar al Tigres AUNL, en la temporada 2017/18. La siguiente temporada se iría a préstamo al Correcaminos de México y al mismo año volvería a Tigres, sería cedido a Godoy Cruz en la temporada 2019/20 y al mismo año volvería nuevamente a Tigres.

### Defensa y Justicia
En la temporada 2019/20, estuvo en Defensa y Justicia, club en el que tuvo muy buenas actuaciones e incluso llegó a ganar la Copa Sudaméricana 19/20 y la Recopa Sudamericana 20/21 con ese club.

### Pasos por Godoy Cruz y préstamos
Volvería a Godoy Cruz, en la temporada 2022
vuelve al tomba mendocino y saldría del club.
Atlético Tucumán
En la temporada 2023/24 defendió los colores de Atlético Tucumán, club en el que duraría casi un año por su pobre rendimiento en el.

### Aldosivi
En la temporada 2024/25 se une a Aldosivi, club en el que llegó en condición de libre.

## Estadísticas
| Club                    | Div.                | Temporada           | Liga | Liga | Liga | Copas Nacionales(1) | Copas Nacionales(1) | Copas Nacionales(1) | Copas Internacionales(2) | Copas Internacionales(2) | Copas Internacionales(2) | Total | Total | Total | Prom. · |
| Club                    | Div.                | Temporada           | PJ   | G    | A    | PJ                  | G                   | A                   | PJ                       | G                        | A                        | PJ    | G     | A     | Prom. · |
| ----------------------- | ------------------- | ------------------- | ---- | ---- | ---- | ------------------- | ------------------- | ------------------- | ------------------------ | ------------------------ | ------------------------ | ----- | ----- | ----- | ------- |
| Independiente Argentina | 1.ª                 | 2014                | 11   | 0    | 0    | 1                   | 0                   | 0                   | 0                        | 0                        | 0                        | 12    | 0     | 0     | 0,00    |
| Independiente Argentina | 1.ª                 | 2015                | 2    | 0    | 0    | 1                   | 0                   | 0                   | 0                        | 0                        | 0                        | 3     | 0     | 0     | 0,00    |
| Independiente Argentina | Total               | Total               | 13   | 0    | 0    | 2                   | 0                   | 0                   | 0                        | 0                        | 0                        | 15    | 0     | 0     | 0,00    |
| Total en su carrera     | Total en su carrera | Total en su carrera | 13   | 0    | 0    | 2                   | 0                   | 0                   | 0                        | 0                        | 0                        | 15    | 0     | 0     | 0,00    |

## Palmarés

### Campeonatos internacionales
| Título              | Club               | Sede           | Año  |
| ------------------- | ------------------ | -------------- | ---- |
| Copa Sudamericana   | Independiente      | Río de Janeiro | 2017 |
| Copa Sudamericana   | Defensa y Justicia | Córdoba        | 2020 |
| Recopa Sudamericana | Defensa y Justicia | Brasilia       | 2021 |